# James Byeram Owens
James Byeram Owens (* 1816 nahe Winnsboro, Fairfield County, South Carolina; † 1. August 1889 in Ocala, Marion County, Florida) war ein amerikanischer Politiker (Demokratische Partei) im 19. Jahrhundert. Er war der Schwager von Ethelbert Barksdale und Großvater von John Wellborn Martin. Ferner war er Baptist.
Owens war 1860 ein Delegierter von Florida beim Democratic National Convention. Im nachfolgenden Jahr vertrat er jenen Staat bei dessen Sezessionskonvent. Danach wurde er in den Provisorischen Konföderiertenkongress gewählt, wo er vom 6. Februar 1861 bis zum 15. Februar 1862 tätig war.
Er starb 1889 in Ocala, Florida und wurde anschließend dort auf dem Evergreen Cemetery beigesetzt.